# Ostaggi volontari delle SS
Ostaggi volontari delle SS è un libro a carattere storico scritto da Drago Arsenijevic.
Con il titolo originale di Otages volontaires des SS è stato pubblicato per la prima volta in Francia nel 1974 da Harmattan e da France-Empire e, successivamente, da Farnot (1979) ed. Edizioni Ferni (Ginevra, 1980).
Articolato in una prefazione, cinque capitoli ed un epilogo - e corredato da una serie di immagini d'epoca, diversi allegati costituiti da documenti, rapporti e lettere oltre ad un'esaustiva bibliografia - il saggio rievoca e descrive in maniera dettagliata l'impegno e l'opera svolti, particolarmente nel periodo della seconda guerra mondiale, dai delegati del Comitato Internazionale della Croce Rossa dei quali si tentava l'invio per ispezioni della Croce Rossa Internazionale, sulla base delle Convenzioni di Ginevra (particolarmente della Risoluzione XIV) allora in vigore, nei lager della Germania nazista controllati dalle SS.
Il libro riserva buona parte del capitolo introduttivo ad una summa della storia di fondazione della Croce Rossa Internazionale ispirata alle idee di Henry Dunant

## "Nacht und Nebel"
L'autore dà, in particolare, conto delle difficoltà riscontrate dall'organismo ginevrino a ottenere da parte delle autorità del terzo Reich permessi di ispezione tesi principalmente a verificare le condizioni psicofisiche dei reclusi civili (popolazioni rom, deportati di religione ebraica, ecc.), controllare la correttezza nella distribuzione dei pacchi viveri e medicinali inviati e, non in ultima analisi e sebbene non ufficialmente, svelare i misteri della Nacht und Nebel (le sparizioni nella notte e nella nebbia vaticinate dallo stesso Reich):
(dalla prefazione, pagg. 9-10)

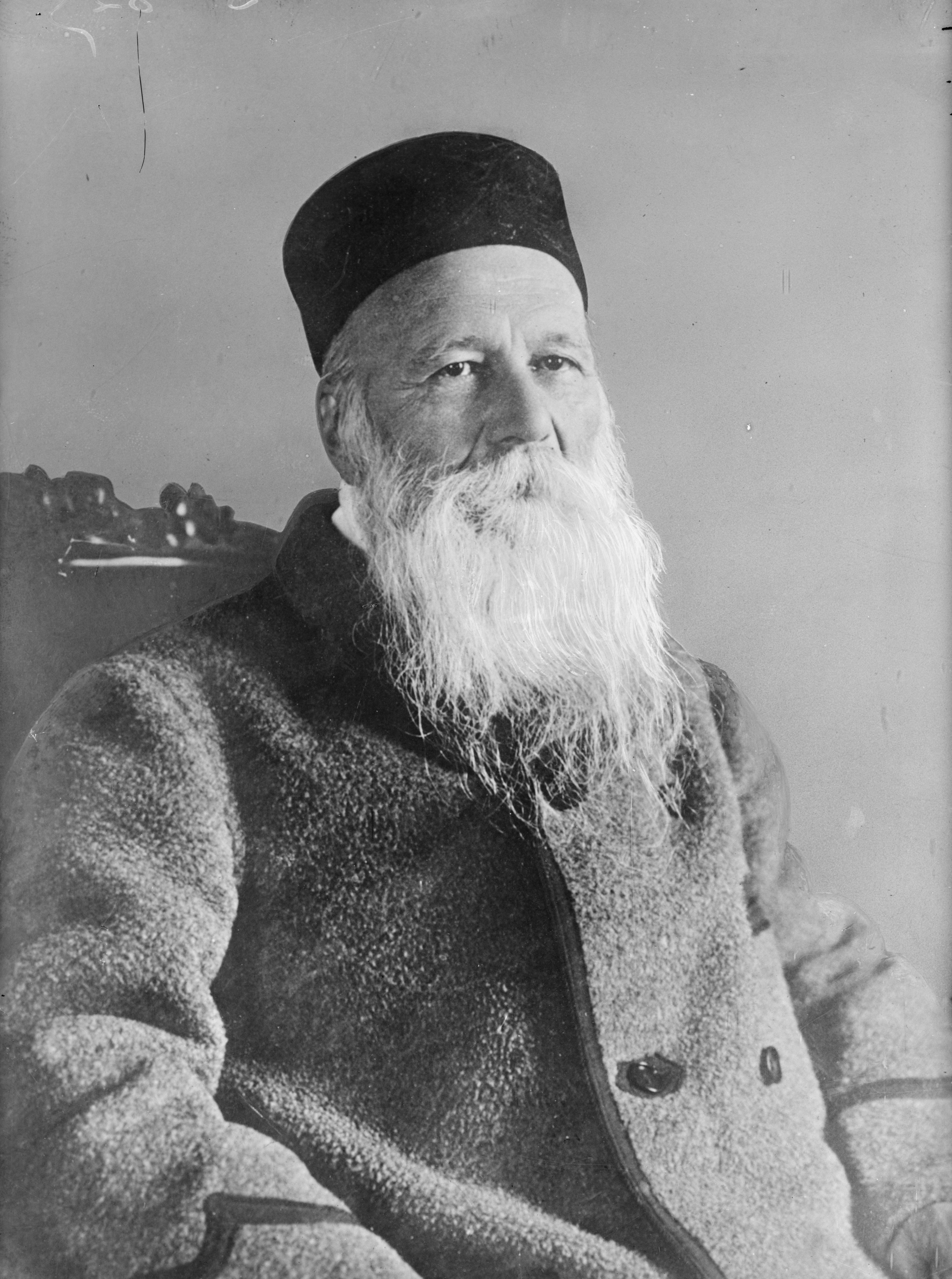
Henry Dunant, ispiratore dei princìpi della Croce Rossa Internazionale

Già dalla metà degli anni trenta La Croce Rossa era stata autorizzata a visitare, almeno in parte, alcuni campi di lavoro installati dall'allora nascente nazismo ma in prossimità della guerra e, ancora dopo, con l'acuirsi del conflitto e dell'espandersi della politica di occupazione del Reich, le ispezioni si erano rarefatte - anche a causa di una scarsa piattaforma legale sulla quale basarsi per forzarne la richiesta ai vertici del Reich - fino a essere sospese quasi totalmente.
Quando, nel marzo del 1945, il conflitto mondiale entrava nella sua fase finale, l'azione pressante del CICR - ed in particolare di uno dei suoi esponenti di maggior spicco, Carl Buckhardt - presso il governo tedesco si fece più intensa.
Fu a questo punto che scattò il ricatto predisposto dal responsabile delle SS, Heinrich Himmler, nonostante la mediazione di Ernst Kaltenbrunner e degli esponenti del capitolo locale della Croce Rossa tedesca, e dai cui termini scaturisce il titolo di questo libro: i delegati della Croce Rossa - che erano per la maggior parte dei medici - sarebbero stati autorizzati a visitare i campi di concentramento nazisti solo se disposti a rimanervi fino al loro smantellamento (ovvero fino al termine del conflitto, data della quale non si poteva ovviamente presumere, ma al massimo solo prevedere, una scadenza certa).
Scrive Arsenijevic:
(pag. 24)

## Ieri deportati, oggi profughi
Maurice Rossel è il medico che fu inviato dall'CICR a visitare il campo di concentramento di Auschwitz. Alla sua missione è dedicata parte del secondo capitolo, intitolato Aprire la più piccola breccia. Così Arsenijevic descrive l'esperienza del delegato e quanto questi riportò nel suo rapporto al rientro a Ginevra:
attesa davanti all'ingresso del campo di Auschwitz confermava le sue conclusioni. Il comandante stava tranquillamente telefonando a Berlino per ricevere istruzioni e per circondarsi di tutte le precauzioni. Sapeva che il delegato del CICR era già stato visto da parecchi, soprattutto dai kommandos di lavoro che entravano ed uscivano da campo. Colonne di forzati, nelle quali non vi era più nessun individuo, solo numeri stampati sul petto, sul braccio sinistro, su quella casacca di tela a larghe righe azzurre e grigie stinte. Quando un gruppo passava davanti a una bandiera nera delle SS o ad un ufficiale, gli internati si toglievano il berretto con un gesto meccanico rapidissimo. Insieme se lo rimettevano con un sincronismo sconvolgente. [...] aggiunse un ultimo paragrafo al suo rapporto: 
«Uscendo da Auschwitz, abbiamo  l'impressione che il mistero sia ben conservato. Eppure portiamo con noi la certezza che si devono fare più spedizioni, nella maggior quantità possibile e al più presto». (pag. 140-144)»
(Nell'immagine: Memoriale ai deportati a Oranienburg)
In realtà, il numero degli ispettori (o, più correttamente, delegati, nel libro definiti negoziatori dell'ultima speranza) del Comitato Internazionale della Croce Rossa andò aumentando mano a mano che l'organismo umanitario riusciva a ottenere permessi per le ispezioni dei lager, fino al sopraggiungere della fine della guerra: l'invasione della Germania da parte delle truppe alleate anglo-statunitensi a ovest e di quelle sovietiche a est aveva gettato il paese - ricorda Arsenijevic - in una condizione di caos difficile da descrivere, con la circolazione ferroviaria completamente bloccata e l'impossibilità di rifornire i campi di sterminio, nei quali regnava ormai la carestia. E tutto ciò, nonostante dal gennaio all'aprile del 1945 camion della Croce Rossa non avessero smesso di attraversare, nonostante i fitti bombardamenti, le strade della Germania ormai sull'orlo del disastro finale:
(pag. 304)
Per coloro che ieri venivano chiamati deportati e da oggi sarebbero stati profughi, i trecento camion bianchi della C.R., suddivisi in trentaquattro colonne, continuarono nel loro tragitto da Dachau a Pilsen, da Lubecca a Mauthausen, da Innsbruck a Bayreuth, da Salisburgo a Praga.
Alla fine del conflitto vi furono anche voci che si alzarono contro il CICR per la sua mancata presa di posizione ufficiale - attraverso un esplicito appello pubblico di denuncia - delle vessazioni e dei crimini che venivano compiuti nei campi di concentramento nazisti. Nella realtà dei fatti - è la conclusione a cui giunge l'autore del saggio - il Comitato della Croce Rossa, in virtù della neutralità che l'organismo doveva statutariamente osservare ma anche dell'assenza di pregressi e concreti accordi umanitari fra le nazioni belligeranti, aveva per molti versi le mani legate e il semplice sostegno, appunto sul piano strettamente umanitario, era di per sé stesso improbo se non talvolta impossibile.
Ha scritto Winston Churchill:
(citazione dall'epilogo)

## Edizioni
- Drago Arsenijevic, Ostaggi volontari delle SS, traduzione di Tina Simonetti, collana Amici della Storia (Vedi: Saggistica sui campi di concentramento nazisti), Edizioni Ferni, Ginevra, 1980,  pp. 322, cap. cinque.